# Крум Босев
Крум Иванов Босев е български журналист и дипломат, първият българин, стъпил на Северния полюс.

## Биография
Роден е през 1920 г. По-малък брат е на писателя Асен Босев. Завършва право в Софийския университет „Климент Охридски“ и едногодишен дипломатически курс. Женен, с дъщеря и син.
За прокомунистичестка дейност е арестуван и въдворен в лагера „Еникьой“ в Ксантийско. След смяната на политическия режим (1944) работи като журналист в БТА и младежкия печат до 1949 година.
След това преминава на дипломатическа служба: аташе по печата и културата в посолството във Варшава (1950 – 1955); секретар по печата в посолството в Москва (1957 – 1964); началник на отдела по печат, информация и култура в Министерството на външните работи (1965); управляващ посолството в Пекин по време на Културната революция, първият посланик на България в Испания след смъртта на Франко, посланик в Люксембург.
Награди: значка на СБЖ; грамота за творчески постижения; орден „Кирил и Методий“ I степен, „Почетен гражданин на Мездра“
Крум Босев е първият българин, стъпил на Северния полюс – на 25 ноември 1958 г. в състава на журналистическа група, поканена от съветски полярници.